# Time/Us and Them
Time/Us and Them è un singolo del gruppo musicale britannico Pink Floyd, pubblicato il 4 febbraio 1974 come secondo estratto dall'ottavo album in studio The Dark Side of the Moon.

## Descrizione

### Time
È l'ultimo dei pochi brani nella carriera dei Pink Floyd ad essere stato composto a "otto mani" dai quattro componenti del gruppo (Roger Waters, David Gilmour, Richard Wright, Nick Mason), assieme a A Saucerful of Secrets, Party Sequence, Main Theme, Ibiza Bar, More Blues, Quicksilver, Echoes, Interstellar Overdrive e Pow R. Toc H. (le ultime due sono accreditate però a Barrett, Mason, Waters e Wright). Le strofe sono cantate da Gilmour, mentre i ritornelli da Wright. Time è caratterizzata da un'introduzione composta da un sommesso ticchettio di orologi che viene bruscamente interrotto dal fragoroso suono di sveglie e pendoli. Alan Parsons anni più tardi rivelò che le varie sveglie furono registrate separatamente in un negozio di antiquariato e i singoli nastri poi sincronizzati per suonare nello stesso momento.

### Us and Them
Le origini del brano risalgono al 1969, quando il tastierista Richard Wright compose la parte di pianoforte per un possibile inserimento nel film Zabriskie Point di Michelangelo Antonioni chiamato The Violent Sequence. Nonostante il gruppo lo ritenesse perfetto per le scene di violenza del film di Antonioni, questi non ne fu convinto, dicendo che: «È meraviglioso, ma è troppo triste. Mi fa pensare a una chiesa». Tutti i membri del gruppo ricordano con tono vagamente aspro quanto fosse poco collaborativo il regista; secondo loro egli «Non sapeva cosa volesse, era così difficile lavorare sulle musiche in questo modo». Ma ciò che colpì David Gilmour, a ripensarci, fu che il gruppo non riutilizzò l'abbozzo musicale che avevano composto né in Obscured by Clouds, né in Atom Heart Mother, né in Meddle, ricordandosene solo durante l'elaborazione di The Dark Side of the Moon.
Il testo, interamente composto da Roger Waters, è essenzialmente una critica alle guerre, in particolare a quelle nei paesi poveri, dove generali comodamente seduti danno ordini alle truppe, guardando «i confini sulla mappa muoversi da una parte all'altra», mentre nel frattempo «la prima linea moriva». In seguito vi è un accenno alla povertà diffusa anche nei paesi occidentali. Musicalmente, si apre con un lungo tappeto di organo Hammond, ottenuto modulando le note di un accordo maggiore; dopodiché, entrano gli altri strumenti e ha inizio la canzone vera e propria. Il brano è notevolmente lungo e ha un tempo estremamente lento; i lunghi accordi di organo Hammond, i delicati arpeggi di chitarra e il leggero accompagnamento del pianoforte non fanno che generare un'atmosfera tranquilla e pacata, quasi "ipnotica". Dopo qualche giro strumentale introduttivo, entra in scena la voce di Gilmour che intona i versi della canzone, separati da lunghe pause, riempite da un accentuato effetto eco sul cantato.

## Tracce
7" (Stati Uniti)
- Lato A

1. Time – 3:33

- Lato B

1. Us and Them – 3:15

## Formazione
Gruppo
- David Gilmour – voce (primo e terzo verso), chitarra
- Roger Waters – basso
- Richard Wright – voce (secondo e quarto verso), pianoforte elettrico, organo, sintetizzatore VCS3
- Nick Mason – batteria, percussioni

Altri musicisti
- Doris Troy, Lesley Duncan, Liza Strike e Barry St. John – coro